# مضادات الأندروجين
مضادات الأندروجين Antiandrogens أدت الفائدة المحتملة لمضادات الأندروجين في معالجة المرضى الذين ينتجون كميات كبيرة من التستوسترون إلى البحث عن أدوية فعالة يمكنها أن تستعمل لهذا الغرض.
هنالك عدة مقاربات لهذه المشكلة، ونجح منها بالأخص منع التصنيع وحصر المستقبل

## مثبطات تصنيع الستيرؤيدات
- يستخدم كيتوكونازول رئيسياً لعلاج المرض الفطري، وله تاثير مثبط لاصطناع الستيروئيدات الكظرية والقندية.
- وهو لا يؤثر على خميرة أرويمتاز في المبيض ولكنه ينقص نشاط الأروميتاز في المشيمة، يفصل الاستراديل والديهيدروتيستستيرون من الهرمونات الجنسية عن البروتين الرابط في الزجاج - ويزيد نسبة الاستراديول / تستيستيرون في البلازما في الحي عبر آلية مغايرة.
- على كل حال، يبدو أنه غير مفيد سريريا لدى النساء اللواتي لديهن زيادة في الأندروجين وذلك بسبب السمية المتعلقة بالاستخدام المطول المتطلب بجرعة 400-800ملغ/يوم.
- كما تم استخدام الدواء تجريبيا لعلاج سرطان البروستات، لكنه لم يظهر نتائج مشجعة.
- غالبا ما يتطور لدى الرجال المعالجين بالكيتوكونازول تثدي عكوس خلال المعالجة، وقد يعزى ذلك إلى الزيادة الواضحة في نسبة الاستراديول: تستسترون.

## تحول طلائع الستيروئيدات إلى أندروجينات
- طورت عدة مركبات تثبط الهدركسلة-17 للبروجيسترون أو البريجنينولون، وبالتالي منع تأثير الأنزيم الشاطر للسلسلة والتحول المستقبلي لهذه الستيروئيدات إلى أندروجينات فعالة.
- درس القليل من هذه المركبات سريرياً لكنها كانت شديدة السمية للاستعمال المديد.
- وبما أنّ الديهيدروتيستوستيرون-وليس التيستوستيرون- هو الأندروجين الأساسي في البروستات، فمن الممكن إنقاص تأثيرات الأندروجين في البروستات والأنسجة المعتمدة على الديهيدروتيستوستيرون من خلال تثبيط 5 ألفا ريدوكتاز. إن الفيناسيتريد، مثبط يشبه الستيروئيد، فعال فمويا وبسبب تناقص في مستويات الديهيدروتيستيرون ويبدأ فعله خلال 8 ساعات بعد الإعطاء ويستمر حوالي 24 ساعة.
- إن العمر النصفي حوالي 8 ساعات(أطول عند الأشخاص المسنين). يستقلب 40 -50% من الجرعة، ويطرح في البراز أكثر من النصف.
- ذكر بالتقارير بأن الفيناستريد معتدل الفاعلية في تخفيض حجم البروستات لدى الرجال المصابين بضخامة البروستات الحميدة وهو مصادق للاستعمال في الولايات المتحدة. تبلغ جرعته لهذا الاستطباب 5 ملغ/يوم. لا يزال استعماله في سرطان البروستات المتقدم تحت الدراسة.
- هذا الدواء غير مصرح باستعماله لدى النساء أو الأطفال، رغم ذلك قد استعمل بنجاح في علاج الشعرانية لدى النساء وصلع النمط الذكوري لدى الرجال (1 ملغ/يوم).

## مثبطات المستقبلات
- يعتبر السيبروتيرون والسيبروتيرون أسيتات مضادا أندروجين فعالان يعملان على تثبيط فعل الأندروجينات في العضو الهدف. شكل الأسيتات من هذا المركب ذو تأثير بروجستيروني ملحوظ يعمل على كبت التعزيز الراجع للهرمونين LH وFSH، مما يؤدي لتأثير مضاد للأندروجين أكثر فاعلية.

استعملت هذه المركبات لدى النساء في علاج الشعرانية ولدى الرجال لتقليل النشاط الجنسي المفرط وتدرس أيضاً في حالات أخرى حيث يكون خفض التأثيرات الأندروجينية مفيداً.
يستعمل سيبروتيرون أسيتات بجرعة 2 ملغ/يوم يعطى بالمشاركة مع مركب استروجيني في علاج الشعرانية لدى النساء، وبجرعة مضاعفة كدواء مانع للحمل؛ يحمل ترخيص كدواء يتيم في الولايات المتحدة.
- الفلوتامايد، متبادل أنيليدي، هو مضاد أندروجيني عالي الفاعلية استعمل في علاج سرطان البروستات. رغم أنه ليس مركباً ستروئيدياً، إلا أنه يعمل كمناهضاً تنافسياً في مستقبل الأندروجين.

يستقلب سريعاً لدى البشر. يسبب غالباً تثدي خفيف (ربما عبر زيادة إنتاج الإستروجين من الخصيتين) وأحياناً يسبب سمية كبدية عكوسة خفيفة.
إعطاء هذا المركب يسبب بعض التحسن لدى معظم المرضى الذين لم يخضعوا لمعالجة هرمونية سابقة. تشير الدراسات الأولية إلى أن الفلوتامايد مفيد أيضاً في تدبير التأثير الأندروجيني المفرط لدى النساء.
- البيكالوتاميد و النيلوتاميد، مضاد اندروجيني شديد الفعالية فمويا يمكن اعطاؤه كجرعة مفردة يوميا ويُستخدم لدى المرضى المصابين بسرطان البروستات. تشير الدراسات المجراة على المرضى المصابين بسرطان البروستات أن هذه العوامل جيدة التحمل لديهم.
- يُوصى باستخدام البيكالوتاميد بالمشاركة مع مضاهئات الهرمون المطلق لهرمونات الأقناد (لتقليل توهج الورم) و يمكن بذلك أن يملك تأثيرات ضارة معدية معوية أقل من الفلوتاميد.
- نحتاج جرعة 100 -150 ملغ/اليوم (عند استخدامه وحده) لتخفيض مستويات المستضد النوعي للبروستات 9 إلى الحد الذي نحصل عليه عند استئصال الخصيتين لكن بالمشاركة مع مضاهئات الهرمون المطلق لهرمونات الأقناد قد تكون جرعة 50 ملغ/اليوم كافية.
- تمت الموافقة على استخدام نيلوتاميد من أجل التشوه بعد الجراحة بجرعة 300 ملغ يومياً لثلاثين يوماً يتبعها 150 ملغ يومياً.
- يتنافس السبيرونولاكتون، مثبط تنافسي للألدوستيرون، أيضاً مع الدي هيدرو تستوستيرون على مستقبلات الأندروجين في النسج الهدف. كما يخفض من فعالية 17-هيدروكسيلاز، مخفضاً من المستويات البلازمية من التستوسترون والأندروستينيديون أندروستندويون.

يستعمل بجرعة 50-200 ملغ/اليوم في معالجة الشعرانية لدى النساء ويبدو أنه بدرجة فعالية الفيتاستيريد أو السيبروتيرون في هذه الحالة.